# کای وستربری
کای وستربری (انگلیسی: Caj Westerberg؛ زادهٔ ۱۴ ژوئن ۱۹۴۶) مؤلف (پدیدآور)، نویسنده، شاعر، و مترجم اهل فنلاند است.
وی همچنین برندهٔ جوایزی همچون جایزه اینو لینو شده‌است.